# Polyrhaphis michaeli
Polyrhaphis michaeli es una especie de escarabajo longicornio del género Polyrhaphis, tribu Polyrhaphidini, subfamilia Lamiinae. Fue descrita científicamente por McCarty en 1997.
La especie se mantiene activa durante los meses de abril, mayo, junio, julio, agosto, octubre y noviembre.

## Descripción
Mide 20-30 milímetros de longitud.

## Distribución
Se distribuye por México.